# الکس کاپ
الکس کاپ (انگلیسی: Alex Kapp؛ زادهٔ ۱۸ اکتبر ۱۹۹۴) بازیکن فوتبال اهل ایالات متحده آمریکا است.